# Merel Hobbel
Merel Hobbel (Engels: Mildred Hubble) is heks en student aan de Kakelacademie. Ze is het hoofdpersonage uit de Engelstalige boekenreeks The Worst Witch, geschreven en geïllustreerd door de Britse kinderboekenschrijfster Jill Murphy, en de gelijknamige televisieserie.
Merel is een lieve, maar onhandige heks, die nooit iets goed lijkt te doen. Niet alleen heeft ze last van hoogtevrees, wat onhandig is tijdens het vliegen op een bezem, maar is ook nog eens bang in het donker. Hierdoor kost het haar ontzettend veel moeite om een goede heks te worden. Ondanks alles weet ze zich op de academie te handhaven en haar avonturen tot een goed einde te brengen.
Merel komt uit een niet-heksenfamilie, die toch werd toegelaten tot de academie. Op haar eerste schooldag maakt ze echter geen goede indruk en belandt met haar bezemsteel tussen de vuilnisbakken. Gelukkig maakt ze snel vrienden met Maud Maneschijn, die haar te hulp schiet.

## Uiterlijk
Merel is lang en slank, en heeft lang donker haar tot aan haar middel dat ze in twee rommelige staarten draagt. Haar ogen zijn blauw.
Het grootste gedeelte van de boeken en de series draagt ze het schooluniform van de Kakelacademie, dat bestaat uit een zwarte mouwloze tuniek, een grijs shirt, lange zwarte kousen, zwarte laarzen en een zwart en grijs gestreepte stropdas. De gekleurde sjerp om haar middel geeft aan in welk jaar ze zit.
In de boekenserie wordt er een onderscheid gemaakt tussen het winteruniform en het zomeruniform. Het winteruniform wordt hierboven beschreven. Het zomeruniform bestaat uit een zwart en grijs geblokte jurk met bijpassende grijze sokken en zwarte schoenen. In de serie uit 1998 dragen ze enkel het winteruniform.

## Persoonlijkheid en eigenschappen
Merel is vriendelijk en heeft goede intenties. Ondanks dat ze haar best doet, heeft ze ook eigenschappen die anderen vervelend vinden. Zo is ze nogal impulsief, een beetje naïef en erg onhandig, waardoor ze toverspreuken door elkaar haalt en toverdrankjes mislukken. Hierdoor werkt ze regelmatig op de zenuwen van haar docenten, met name Heks Hakblok, die hardwerkende leerlingen als Edith Huigel prefereert. Daarnaast is ze een beetje pessimistisch en onzeker over zichzelf. Gelukkig kan ze goed opschieten met haar vrienden, Maud, Ingrid, Jola en Rozie, met wiens hulp ze haar avonturen altijd tot een goed einde weet te brengen. 
Wat verder in het verhaal ontwikkelt Merel met name haar creatieve eigenschappen en leert uiteindelijk om tekeningen tot leven te toveren. Een ander talent van haar is het gebruiken van dierenbetoveringen. Zo tovert ze een groep boze heksen om in een stel slakken, weet zichzelf om te toveren in een mier om uit een benarde situatie te ontsnappen en ontwikkelt een speciale spreuk waardoor ze met dieren kan praten.

## Relaties met andere karakters
Merel is beste vriendinnen met Maud Maneschijn en Ingrid Nachtschade. Maud Maneschijn is al vanaf de eerste schooldag vrienden met Merel, als ze haar te hielp schiet wanneer Merel met haar bezem tussen de vuilnisbakken belandt. Merel raakt later ook bevriend met Ingrid Nachtschade. Bij hun eerste ontmoeting verloopt hun relatie stroef omdat de rebelse Ingrid graag de regels overtreedt en een beetje lol wilt trappen. Al snel leggen ze het echter bij en worden goede vriendinnen.
Merel is ook bevriend met Jola Winde en Rozie Kersepit.
De hooghartige Edith Huigel mag Merel vanaf de eerste dag niet. Samen met de meeloper Ursula Gekko probeert ze Merel het leven zuur te maken. Het liefst zou Edith zien dat Merel van school wordt gestuurd.
Heks Hakblok heeft het ook niet op de klunzige Merel. Het is vanwege Hakblok dat Merel de naam “De Hopeloze Heks” (The Worst Witch) heeft gekregen. Regelmatig laat ze Merel (en haar vrienden), als ze iets verkeerd heeft gedaan, de ketels poetsen of strafregels schrijven.
Gelukkig heeft de lieve hoofdheks Amelia Kakel het wel goed voor met Merel. Het is dankzij Heks Kakel dat Merel nog niet van school is gestuurd. Iets wat, als het aan Heks Hakblok lag, allang gebeurd zou zijn.

## Huisdieren

###### Kat
Aan het begin van het schooljaar krijgen alle heksen tijdens de kattenceremonie hun kat; een essentieel onderdeel van de schooltraditie. Hoewel heksen normaal gesproken altijd een zwarte kat krijgen, krijgt Merel, vanwege haar hopeloze prestaties, een grijsgestreepte kat. Ze noemt hem Streepje (Origineel: Tabby). Streepje blijkt echter net zo hopeloos als zijn nieuwe bazin. Niet alleen is hij bang om achterop een bezemsteel te zitten maar is ook waardeloos in het vangen van muizen. Ook is het erg lastig om hem goed af te richten. Ondanks zijn mankementen is het een lief beestje en raakt Merel erg aan hem gehecht.

###### Vleermuizen
In haar slaapkamer houdt Merel ook nog drie vleermuizen, genaamd: Hippy, Zippy en Bob (Origineel: Winky, Blinky en Nod). Het liefst slapen ze overdag en gaan 's nachts naar buiten om te jagen.

###### Schildpad
In haar derde jaar neemt Merel een schildpad mee naar school die ze in eerste instantie de naam Speedy heeft gegeven. Voor haar vakantieproject heeft ze een speciale spreuk ontwikkelt waardoor ze, voor een periode van veertien dagen, met dieren kan praten. Als Merel de spreuk op de schildpad toepast blijkt dat hij niet tevreden is met zijn naam omdat hij zich niet serieus genomen voelt. In plaats daarvan stelt Merel de naam Einstein aan hem voor. Die naam kan hij wel waarderen.

###### Hond
In het vierde jaar komt er nog een huisdier bij. Op een heldere nacht als er een vallende ster te zien is doet Merel een wens en verschijnt er op een nacht een lieve zwerfhond bij de hekken van de school. Stiekem besluit ze om hem mee te nemen naar haar kamer. Ze geeft hem de naam Ster (origineel: Star) vernoemd naar de vallende ster die haar wenst heeft doen uitkomen. Ster blijkt een super getalenteerde hond te zijn die, niet zoals haar hopeloze kat Streepje, geen enkele moeite heeft om op haar bezem te blijven zitten. Hij blijkt zelfs zo goed dat ze hem allerlei kunstjes kan aanleren. Hierdoor wordt Merel, die nooit een goede vlieger is geweest, zelf ook een stuk beter. Zo goed zelfs dat ze een wedstrijd voor haar school weet te winnen door samen met Ster een indrukwekkende bezemshow op te voeren.

## Merel Hobbel verfilmd
Het personage van Merel Hobbel is gespeeld door verschillende actrices, in een televisiefilm, drie verschillende televisieseries en een spin-off serie.
- In de televisiefilm uit 1986, The Worst Witch wordt ze gespeeld door Fairuza Balk.
- In de televisieserie uit 1998, De Hopeloze Heks (Originele titel: The Worst Witch) wordt ze gespeeld door Georgina Sherrington. Hierbij wordt ze in de Nederlandse nasynchronisatie ingesproken door Nicoline van Doorn.
- In de sequel uit 2001, Weirdsister College wordt ze gespeeld door Georgina Sherrington.
- In de spin-off serie uit 2005, Het Hopeloze Heksje (Originele titel: The New Worst Witch) wordt ze ook gespeeld door Georgina Sherrington. In deze serie komt ze echter maar een keer voor.
- In de televisieserie uit 2017, De Hopeloze Heks (Originele titel: The Worst Witch) wordt ze gespeeld door Bella Ramsey in seizoen 1 t/m 3, en in het vierde seizoen door Lydia Page.

## Merel's naam in andere talen
- Engels: Mildred Hubble (origineel)
- Frans: Amandine Malabul
- Duits: Mildred Hoppelt
- Latijns-Amerikaans: Mildred Embrollo
- Tsjechisch: Mildred Virválová